# بروس وبر
بروس وبر (انگلیسی: Bruce Weber؛ زادهٔ ۲۹ مارس ۱۹۴۶) عکاس اهل ایالات متحده آمریکا است.
وبر در طول تمام سال‌های فعالیت حرفه‌ایش که نزدیک به پنج دهه طول کشیده‌است زندگی شخصیت‌های مهمی مانند جین گودال (دانشمند بریتانیایی و رفتارشناس جانواران)، کیت ماس (مدل بریتانیایی) و دیوید بوئی (خواننده و موسیقی‌دان بریتانیایی) را مستندسازی کرده‌است. او در عین حال با کمپین‌های تبلیغاتی مد پیشرویش توانسته‌است مرزهای عکاسی مد را گسترش دهد. خودش می‌گوید از اینکه در تمام طول زندگی موفق شده‌است تقریباً هر روز کاری را که عاشقانه دوست دارد انجام دهد، به او احساس خوشبختی می‌دهد.